# Буково (община Битола)
Буково — село в общине Битола (Северная Македония), недалеко от города Битола.

## География
Село расположено в южной части страны, на отрогах горы Баба, вблизи котловины Пелагония в 4 км к югу от города Битола, являясь фактически его пригородом.
Климат в поселке горный из-за значительной высоты (720—770 м над уровнем моря).
Рядом с Буково находится археологический памятник древнегреческого города Гераклея, основанного Филиппом II Македонским.

## История
Рядом с Буково, в Буковском монастыре, находилась летняя резиденция русского консула в Битоле А. А. Ростковского, который 8 августа 1903 года при въезде в город он был убит турецким охранником.

## Экономика
В селе Буково действуют завод, сельскохозяйственный кооператив, магазины и предприятия общественного питания. Из сельского хозяйства наиболее развито садоводство. Благодаря обилию чистой воды и плодородной почвы в районе Буково выращивается красный стручковый перец, широко известный под названием «буковец», из которого производится паприка.

## Население
По переписи 2002 года в Буково проживало 3494 жителя. Большую часть населения составляют этнические македонцы (99 %), исповедующие православие.
По данным последней переписи 2021 года, в селе проживало 1125 жителей, из них 1023 македонца, 18 албанцев, 22 турка, 4 серба, 4 других и 54 человека без гражданства.

## Культурные и природные достопримечательности
Буковский монастырь когда-то был важным культурным центром, где монахи переводили с греческого, копировали и писали книги на славянских языках.
В настоящее время главная сельская церковь — церковь Св. Димитрия .